# كاسبر دولبرغ
كاسبر دولبرغ (بالدنماركية: Kasper Dolberg) هو لاعب كرة قدم دنماركي من مواليد 6 أكتوبر 1997 يلعب لنادي هوفنهايم الألماني على سبيل الإعارة من نادي نيس، وقد اختارته صحيفة الديلي ميل البريطانية ضمن أفضل 50 لاعباً شاباً في العالم.

## روابط خارجية
- كاسبر دولبرغ على موقع الاتحاد الدولي (مؤرشف)  (الإنجليزية)
- كاسبر دولبرغ على موقع الاتحاد الأوربي (الإنجليزية)
- كاسبر دولبرغ على موقع قاعدة بيانات كرة القدم.إي يو (الإنجليزية)
- كاسبر دولبرغ على موقع ليكيب (الفرنسية)
- كاسبر دولبرغ على موقع ناشيونال فوتبول تيمز (الإنجليزية)
- كاسبر دولبرغ على موقع Soccerbase.com (لاعب) (الإنجليزية)
- كاسبر دولبرغ على موقع Soccerway.com (الإنجليزية)
- كاسبر دولبرغ على موقع عالم كرة القدم.نت (الإنجليزية)
- كاسبر دولبرغ على موقع AS.com (الإسبانية)